# Darla Hood
Pour les articles homonymes, voir Hood.
Darla Jean Hood, née le 8 novembre 1931 à Leedey, Oklahoma, et décedée le 13 juin 1979, est une actrice américaine.

## Biographie
Elle nait à Leedey, en Oklahoma, de la professeure de musique Elizabeth Davner et de l'employé de banque James Claude Hood.
La mère de Hood lui fait commencer le chant et la danse dès l'enfance, l'emmenant à des cours à Oklahoma City. Après son troisième anniversaire, sa mère emmène Hood à New York où Joe Rivkin, directeur du casting de Hal Roach Studios, organise une audition et la reçoit. Elle part ensuite à Culver City en Californie pour y jouer dans les films Our Gang.
En juin 1979 au cours d'une appendicectomie elle contracte une hépatite aigüe lors d'une transfusion sanguine. Elle décède peu après d'un arrêt cardiaque. Elle est enterrée au Hollywood Forever Cemetery.

## Filmographie

### Cinéma
- 1935 : Our Gang Follies of 1936 (Court-métrage) : Cookie
- 1936 : The Pinch Singer (Court-métrage) : Darla
- 1936 : Divot Diggers (Court-métrage) : Darla
- 1936 : La Bohémienne (The Bohemian Girl) : Arline enfant
- 1936 : Second Childhood (Court-métrage) : Darla
- 1936 : Arbor Day (Court-métrage) : Darla
- 1936 : Neighborhood House : Mary Chase
- 1936 : Bored of Education (Court-métrage) : Darla
- 1936 : Pay As You Exit (Court-métrage) : Darla
- 1937 : Reunion in Rhythm (Court-métrage) : Darla
- 1937 : Glove Taps (Court-métrage) : Darla
- 1937 : Hearts Are Thumps (Court-métrage) : Darla
- 1937 : Rushin' Ballet (Court-métrage) : Une danseuse
- 1937 : Three Smart Boys (Court-métrage) : Darla
- 1937 : Roamin' Holiday (Court-métrage) : Darla
- 1937 : Night 'n' Gales (Court-métrage) : Darla
- 1937 : Fishy Tales (Court-métrage) : Darla
- 1937 : Framing Youth (Court-métrage) : Darla
- 1937 : The Pigskin Palooka (Court-métrage) : Darla
- 1937 : Mail and Female (Court-métrage) : Darla
- 1937 : Our Gang Follies of 1938 (Court-métrage) : Darla
- 1938 : Bear Facts (Court-métrage) : Darla King
- 1938 : Three Men in a Tub (Court-métrage) : Darla
- 1938 : Came the Brawn (Court-métrage) : Darla
- 1938 : Feed'em and Weep (Court-métrage) : Darla
- 1938 : Hide and Shriek (Court-métrage) : Darla
- 1938 : The Little Ranger (Court-métrage) : Darla
- 1938 : Party Fever (Court-métrage) : Darla
- 1938 : Aladdin's Lantern (Court-métrage) : Darla
- 1938 : Men in Fright (Court-métrage) : Darla
- 1938 : Football Romeo (Court-métrage) : Darla
- 1938 : Practical Jokers (Court-métrage) : Darla
- 1939 : Tiny Troubles (Court-métrage) : Darla
- 1939 : Clown Princes (Court-métrage) : Darla
- 1939 : Cousin Wilbur (court-métrage) : Darla
- 1939 : Dog Daze (Court-métrage) : Darla
- 1939 : Auto Antics (Court-métrage) : Darla
- 1939 : Time Out for Lessons (Court-métrage) : Darla
- 1940 : Alfalfa's Double (court-métrage) : Darla
- 1940 : Kiddie Kure (Court-métrage) : Darla
- 1940 : Waldo's Last Stand (Court-métrage) : Darla
- 1940 : Bubbling Troubles (Court-métrage) : Darla
- 1940 : The New Pupil (Court-métrage) : Darla
- 1940 : All About Hash (Court-métrage) : Darla
- 1940 : The Big Premiere (Court-métrage) : Darla

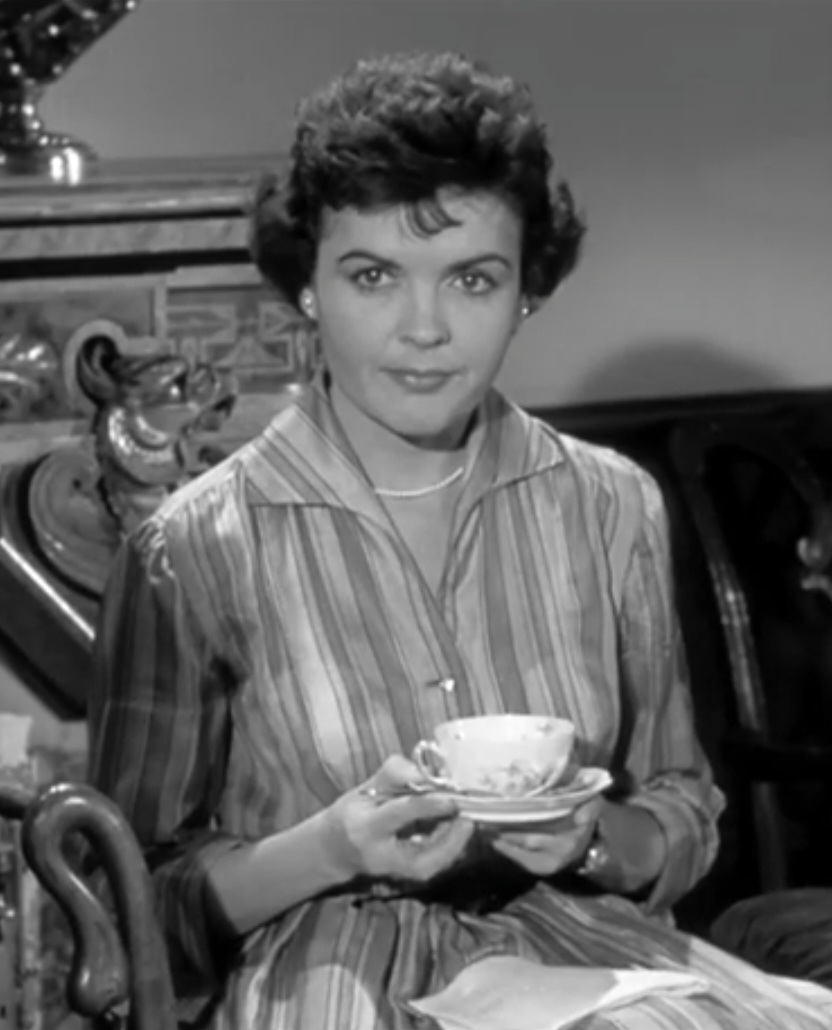
Darla Hood dans Le Masque (The Bat) en 1959.

- 1941 : Helping Hands (Court-métrage) : Darla
- 1941 : Robot Wrecks (Court-métrage) : Darla
- 1941 : Ye Olde Minstrels (Court-métrage) : Darla
- 1941 : Come Back, Miss Pipps (Court-métrage) : Darla
- 1941 : Wedding Worries (Court-métrage) : Darla Hood
- 1942 : Born to Sing d'Edward Ludwig : 'Quiz Kid'
- 1943 : Happy Land : Lenore Prentiss
- 1957 : Calypso Heat Wave : La partenaire de Johnny
- 1959 : Le Masque (The Bat) : Judy Hollander